# Élections locales hongroises de 2024
Les élections locales hongroises de 2024 ont lieu le 9 juin 2024 en Hongrie, afin de renouveler les maires, conseillers municipaux et conseillers de comitats en un seul tour de scrutin. Elle se tiennent concomitamment avec les élections européennes.

## Système électoral
Les maires sont élus au scrutin uninominal majoritaire à un tour. La capitale Budapest élit pour sa part un maire pour la ville entière ainsi que pour chacun de ses districts.
Dans les villes — désignées comme telles si leurs populations totalisent plus de 10 000 habitants — les conseillers municipaux sont également élus au scrutin majoritaire, auxquels s'ajoutent un petit nombre de sièges attribués aux meilleurs candidats n'ayant pas réussi à arriver en tête, par souci de représentativité. Dans les villages — moins de 10 000 habitants, les conseillers sont élus au vote par approbation, les électeurs disposant d'autant de voix que de sièges à pourvoir. 
Dans les 19 comitats — subdivision intermédiaire entre les municipalités et l'État — les conseillers sont élus au scrutin proportionnel plurinominal avec seuil électoral de 10 % pour un parti, ou de 15 % pour une coalition, répartis après décompte des voix selon la méthode d'Hondt.